# Flynn (Ausztráliai fővárosi terület)
Flynn a főváros, Canberra egyik elővárosa Belconnen kerületben. A város John Flynn-ről kapta nevét, aki a presbiteriánus lelkész volt és ő volt az, aki megszervezte az Ausztrál Belföldi Repülőorvosok Misszióját 1928-ban. Flynn volt az ausztrál 
Repülődoktori Szolgálat előfutára. Flynn utcáit a repülőorvosi szolgálatot végzett orvosokról nevezték el. Flynn városát 1971-ben alapították. A 2011-es adatok alapján az átlagos lakásárak a településen 475 000 AUS$ körül mozognak.
A település utcái megtekinthetők a Google Street View (Utcakép) szolgáltatással.
Flynn városát közvetlenül a Tillyard Drive, a Kingsford Smith Drive és a Ginninderra Drive határolja, valamint településszomszédai Charnwood, Fraser, Melba, Latham és Spence külvárosok.
A Flynn Primary School és Pre School a város szívében találhatóak. A flynni általános iskola és iskolai előkészítő 1974-ben nyitotta meg kapuit, ám a kormányzat intézkedései alapján a 2006-os nagy iskolabezárások idején ezen intézményeknek is fel kellett hagyniuk oktatási tevékenységükkel.

## Építészeti öröksége
A Flynn  Primary School és Pre School épületeit a díjnyertes Enrico Taglietti építész tervezte, aki a 20. századi organikus építészet drámai hatását kívánta szemléltetni művével. Az iskola volt az első olyan ausztrál iskola, amely teljesen nyílt pályázat tervei alapján készült el. Alapjai nemzeti emlékhelyéül szolgálnak a mélyen tisztelt John Flynn Királyi Repülőorvos számára, valamint itt kapott helyet George Simpson emlékműve is. Az építész, Taglietti úr véleménye szerint az épület az egyike legfontosabb munkáinak.

## Földrajza
A Deakin vulkán működésének nyomait lehet megfigyelni a területen, ahol a szilur időszakból származó szürkészöld riodácit tufa és kvarcandezit található. 
A területen áthaladó Deakin-törés választja ketté a Deakin vulkán és a Hawkins vulkán vidékét.

## Fordítás
Ez a szócikk részben vagy egészben  a   Flynn, Australian Capital Territory című angol Wikipédia-szócikk ezen változatának fordításán alapul.  Az eredeti cikk szerkesztőit annak laptörténete sorolja fel. Ez a jelzés csupán a megfogalmazás eredetét és a szerzői jogokat jelzi, nem szolgál a cikkben szereplő információk forrásmegjelöléseként.